# Płeć

Symbole, którymi określa się płeć: po lewej – osobnik żeński, po prawej – osobnik męski

Płeć – zespół cech budowy o charakterze struktur, funkcji i zachowań pozwalających na sklasyfikowanie organizmów według roli w procesie rozmnażania na męskie i żeńskie. 
Rozmnażanie płciowe polega na połączeniu i zmieszaniu cech genetycznych: wyspecjalizowane komórki zwane gametami łączą się, aby stworzyć potomstwo, które odziedziczy cechy po każdym z rodziców. Samce produkują najczęściej małe gamety (plemniki u zwierząt; pyłek w roślinach nasiennych), podczas gdy samice produkują duże gamety (komórki jajowe). Poszczególne organizmy, które produkują zarówno męskie, jak i żeńskie gamety, określane są mianem hermafrodytycznych. Gamety mogą być identyczne w formie i funkcji tzw. izogamia, ale w wielu przypadkach asymetria rozwinęła się w taki sposób, że istnieją dwa różne rodzaje gamet, tzw. anizogamia.
Wśród ludzi i innych ssaków, samce zazwyczaj noszą chromosom Y i X (XY), podczas gdy samice noszą zazwyczaj dwa chromosomy X (XX), które są elementami systemu determinacji płci XY. U innych zwierząt mogą występować odmienne systemy determinacji płci, takie jak system ZW u ptaków, system X0 u owadów oraz rozmaite systemy środowiskowe, na przykład u skorupiaków. Grzyby mogą mieć również bardziej złożone systemy krzyżowania alleli, gdzie płeć nie może być ściśle opisana jako męska, żeńska lub hermafrodytyczna, zwana u ludzi interseksualizmem.

## Determinacja płci

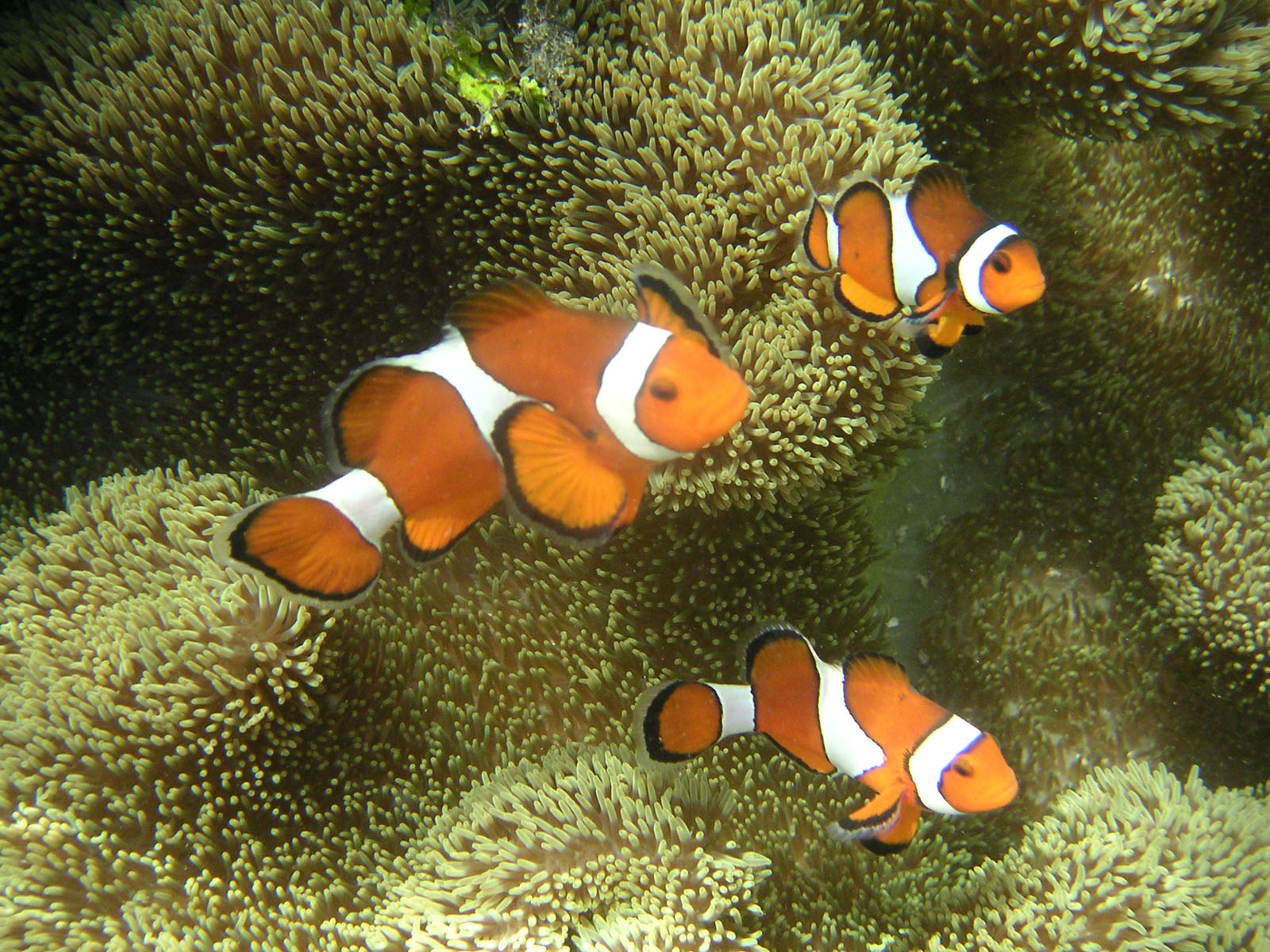
Błazenki (Amphiprion) są hermafrodytami sekwencyjnymi: najpierw rozwijają się samce, a później największe i najsilniejsze z nich stają się samicami.

Mieszanie genów poprzez mejozę i połączenie gamet jest mechanizmem powszechnie występującym u eukariotów. Liczne organizmy jednokomórkowe wytwarzają gamety o tej samej wielkości. Zjawisko to nazywane jest izogamią. Większość organizmów wielokomórkowych wytwarza gamety różnej wielkości, co nazywane jest anizogamią. W tym przypadku często istnieją dwie odrębne płcie, żeńska gdy osobnik wytwarza komórki jajowe i męska, gdy osobnik wytwarza plemniki. Anizogamia wyewoluowała niezależnie u wielu linii eukariotów. Występuje u protistów oraz jest powszechna w królestwie roślin i zwierząt. Niektóre gatunki mają zarówno żeńskie, jak i męskie organy płciowe. Około 94% roślin kwiatowych to gatunki obupłciowe. U zwierząt obojnactwo jest rzadsze i występuje u około 5% gatunków. Hermafrodytyzm może mieć charakter sekwencyjny, kiedy osobnik zmienia płeć podczas życia lub jednoczesny, gdy osobnik ma w tym samym czasie organy płciowe żeńskie i męskie. Ze względu na niezależne wykształcenie płci u różnych grup systematycznych, są determinowane na wiele sposobów. Płeć może być determinowana przez środowisko (temperatura, pH, interakcje społeczne, sezonowość), genotypowo (w tym różne rodzaje chromosomowej determinacji płci), cytoplazmatycznie (przez pasożyty wewnątrzkomórkowe lub mitochondria). Możliwa jest także determinacja płci poprzez haploidalność do której dochodzi w wyniku działania promieniowania UV, braku zapłodnienia jak lub eliminacji genomu ojcowskiego. Zróżnicowanie sposobu wykształcania płci jest na tyle duże, że odmienne sposoby mogą występować u blisko spokrewnionych gatunków, a nawet u różnych populacji w obrębie tego samego gatunku.

## Płeć w świecie roślin
Płeć roślin jest determinowana genetycznie i określa zdolność do wytwarzania gamet męskich lub żeńskich. Możliwe jest wytwarzanie obu typów gamet przez jednego osobnika – obupłciowość. U roślin nasiennych kwiaty mogą zawierać organy męskie i żeńskie, kwiaty męskie i żeńskie mogą znajdować się na jednej roślinie (jednopienność), kwiaty męskie i żeńskie mogą występować na różnych osobnikach (dwupienność). U gatunków dwupiennych mogą występować osobniki z kwiatami obupłciowymi oraz kwiatami męskimi (androdiecja) albo kwiatami żeńskimi (ginodiecja). Istnieją także gatunki roślin trójpienne (triecja), u których występują osobniki z kwiatami obupłciowymi, kwiatami męskimi i kwiatami żeńskimi.
Dotychczas nie udało się sklonować genów odpowiedzialnych za determinację płci u roślin dwupiennych. Wiadomo, że płeć roślin determinowana jest genetycznie, epigenetycznie oraz fizjologicznie. U gatunku modelowego, wykorzystywanego w badaniach nad determinacją płci roślin – papai, za płeć odpowiada układ chromosomów XY. Roślina ta wykazuje trójpienność. U osobników męskich występuje chromosom Y, a u osobników obupłciowych Y(h).

## Płeć u zwierząt

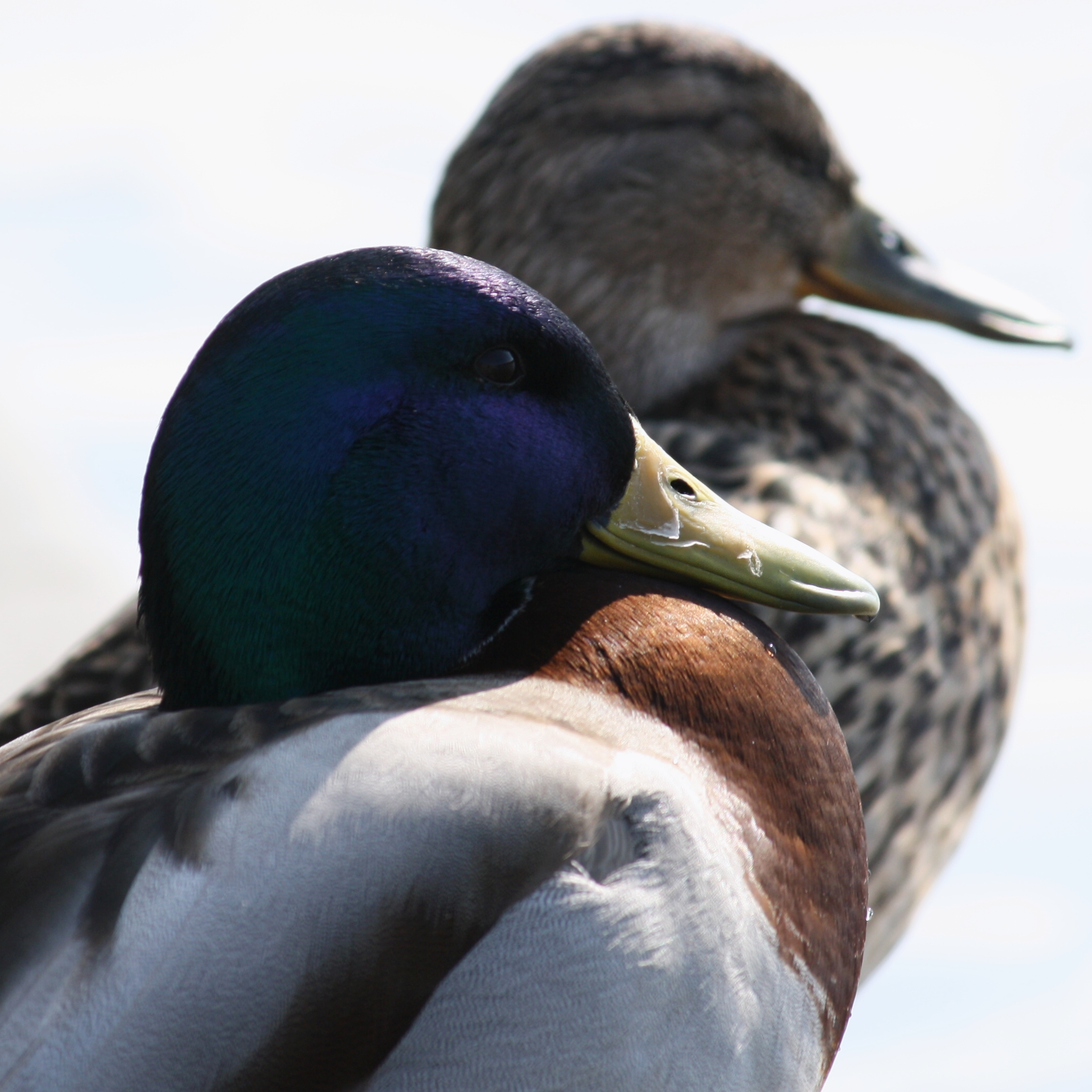
Samiec i samica kaczki krzyżówki

U zwierząt w odniesieniu do organizmów płci męskiej stosuje się określenia samiec, a w odniesieniu do organizmów płci żeńskiej samica a w przypadku ludzi odpowiednio mężczyzna i kobieta.
W wyniku powstania płci rozwinęły się nowe kierunki ewolucji organizmów, niemożliwe przy rozmnażaniu bezpłciowym.
W rozmnażaniu płciowym mogą uczestniczyć wyspecjalizowane komórki zwane gametami. U zwierząt tkankowych w wytwarzaniu gamet i umożliwianiu zapłodnienia specjalizują się określone układy narządów – narządy rozrodcze, narządy płciowe.
Zwierzęta charakteryzują się też, poza zmianami fizjologicznymi i różnicami genetycznymi, również wyraźnymi zmianami morfologicznymi (dymorfizm płciowy). Wyróżnia się wśród nich płcie: męską, żeńską.
Zazwyczaj płeć jest zależna od pojedynczego chromosomu, przy czym występują tu przeróżne kombinacje:
- samce homozygotyczne, samice heterozygotyczne (np. ptaki)
- samice homozygotyczne, samce heterozygotyczne (np. ssaki)
- samce diploidalne, samice haploidalne (tylko wobec tego jednego chromosomu)
- samice diploidalne, samce haploidalne (tylko wobec tego jednego chromosomu)

Determinacja płci przez haploidalność dotyczy około 20% gatunków zwierząt, w tym około 200 tys. owadów należących do błonkoskrzydłych. U pszczół samice rozwijają się z zapłodnionych jaj, a samce z jaj niezapłodnionych. O płci decyduje locus CSD (ang. complementary sex determiner). Samice są heterozygotyczne. Z zapłodnionych jaj homozygotycznych powstają larwy samców, są one jednak szybko zjadane przez robotnice. W ten sposób dojrzałe samce są zawsze hemizygotyczne. Zarówno robotnice, jak i królowa są samicami, a o możliwości rozmnażania decyduje rodzaj pokarmu, którym karmione są larwy.
Istnieją gatunki, zwłaszcza u ryb, których osobniki, w określonych warunkach mogą zmieniać płeć.

### Determinacja płci XY
Ludzie i większość innych ssaków ma system determinacji płci XY: chromosom Y przenosi czynniki odpowiedzialne za wyzwalanie rozwoju samców, czyniąc determinację płci XY głównie na podstawie obecności lub braku chromosomu Y. Tak więc ssaki XX są typowo samicami, a XY typowo samcami. Osoby z XXY lub XYY to mężczyźni, podczas gdy osoby z X i XXX to kobiety.
Determinacja płci XY występuje w innych organizmach, w tym w muszce owocowej i niektórych roślinach.
W niektórych przypadkach to liczba chromosomów X decyduje raczej o płci niż obecność chromosomu Y.
U muszki owocowej (Drosophila melanogaster) osobniki z XY to samce, a osobniki z XX to samice; jednak osobniki z XXY lub XXX mogą być również samicami, a osobniki z X mogą być samcami.

### Płeć człowieka

Widok kobiety i mężczyzny ukazujący różnice w budowie ciała związane z płcią

Płeć człowieka, czyli cecha, która określa, że w okresie płodnym dany organizm produkuje plemniki, czy komórki jajowe, zdeterminowana jest genetycznie – o wystąpieniu płci męskiej decyduje gen SRY. Kluczowy okres dla warunkowania płci przypada pomiędzy 7. a 20. tygodniem życia płodu.
Współcześnie do określenia płci człowieka stosuje się następujące kryteria:
1. płeć chromosomalna (genotypowa) – mężczyźni mają kariotyp 46,XY, a kobiety 46,XX (występują również kariotypy z zaburzoną konfiguracją chromosomów płci)[17]
2. płeć gonadalna – obecność gonad (u samców jądra, u samic jajniki)[17]
3. płeć wewnętrzna (gonadoforyczna) – obecność pierwotnych dróg gonadalnych (u płci męskiej z przewodów Wolffa wykształcają się nasieniowody, a u płci żeńskiej z przewodów Müllera wytwarzane są jajowody, macica oraz dystalna część pochwy)[17]
4. płeć zewnętrzna – zewnętrzne narządy płciowe, prącie u mężczyzn i srom u kobiet[17]
5. płeć fenotypowa (somatotypowa, biotypowa) – drugorzędne i trzeciorzędne cechy płciowe występujące u dorosłego osobnika[17]
6. płeć hormonalna – relacja względnej ilości wydzielanych hormonów płciowych (u mężczyzn przeważają androgeny, u kobiet estrogeny)[17]
7. płeć metaboliczna – aparat enzymatyczny charakterystyczny dla niektórych systemów metabolicznych[17]
8. płeć socjalna (metrykalna, prawna) – mająca wyznaczać pełnienie roli męskiej lub żeńskiej, wyznaczana na podstawie zewnętrznych narządów rozrodczych po urodzeniu[17]
9. płeć mózgowa – zróżnicowanie się mózgu w zakresie endokrynnej czynności podwzgórza i przysadki mózgowej[17]
10. płeć psychiczna – identyfikacja z płcią męską lub żeńską, poczucie przynależności do określonej płci[17].

Dla każdego wymienionego wyżej kryterium mogą występować transpozycje. 
W rzadkich sytuacjach, gdy nie wszystkie powyższe kryteria są jednoznaczne, możliwy jest problem z dokładnym stwierdzeniem, czy dana osoba jest kobietą czy mężczyzną .
U ludzi mogą występować w sposób naturalny zaburzenia na poziomie biologicznych składowych płci – interpłciowość. Niezgodność między płcią przypisaną przy urodzeniu a tożsamością płciową nazywamy transpłciowością. Niektóre publikacje używają pojęcia płeć mózgu na określenie czynnika determinującego gender. 

#### Niebinarność
Ludzie mogą identyfikować się jako osoby o dwóch lub więcej tożsamościach płciowych (bigender, trigender, pangender); niemające ich w ogóle (agender); mające zmienną tożsamość płciową (genderfluid) lub należące do trzeciej płci. 

##### Trzecia płeć
Kulturowo uznaje się także istnienie tzw. trzeciej płci – jest to określenie wszelkich przypadków, gdy osoba nie jest uznawana ani przez siebie, ani przez społeczeństwo za kobietę ani mężczyznę, także gdy dana kultura wyróżnia więcej płci niż trzy. Kulturowo także czwarta, piąta i więcej płci. Za trzecią płeć uznaje się m.in. hidźra w Indiach.